# 風に乗って (カルメン・マキの曲)
「風に乗って」（かぜにのって）は、カルメン・マキが、キティレコードに所属していた時期である1979年9月に、キティから出す3枚目のシングルのA面曲として発表した楽曲。B面には、A面と同じ曲に、ジム・ダイアモンドとカーマイン・アピスが英語の歌詞を書いた、「Easy Come, Easy Go」が収録された。

## 概要
1979年6月10日に発表されたアルバム『ナイト・ストーカー』を受け、B面にアルバム収録曲である英語詞の「Easy Come, Easy Go」を収める形でリリースされた、キティレコードからの3枚目のシングルのA面曲。「Easy Come, Easy Go」の旋律に、糸井重里が日本語詞を載せたもので、この曲自体は『ナイト・ストーカー』に収録されていない。
アルバムへの収録は、後に編まれたCDのベスト・アルバムである『スーパーバリュー カルメン・マキ』（2001年）や『GOLDEN☆BEST カルメン・マキ セブンティーズ・ロック』（2003年）までなされなかった。
録音には、『ナイト・ストーカー』のプロデューサーを務め、英語詞を共作したドラマーのカーマイン・アピスも参加している。

## 収録曲
1. 風に乗って　
作詞: 糸井重里 / 作曲: ジョージ吾妻[4]
2. Easy Come, Easy Go　
作詞: ジム・ダイアモンド、カーマイン・アピス / 作曲: ジョージ吾妻